# 페르난도 J. 코바토
페르난도 호세 "코비" 코바토(Fernando José "Corby" Corbató, 1926년 7월 1일 ~ 2019년 7월 12일)는 저명한 미국의 컴퓨터 과학자로서, 시분할 운영 체제의 선구자로 잘 알려져 있다.

## 생애
캘리포니아주 오클랜드에서 태어난 코바토는 1950년 캘리포니아 공과대학교에서 학사 학위를 받았고, 1956년에 매사추세츠 공과대학교에서 물리학 PhD를 받았다. 졸업 직후 MIT의 컴퓨테이션 센터에 들어갔다. 1965년에 교수가 되었으며 은퇴하기 전까지 MIT에 재직했다.
그가 참여한 최초의 시분할 시스템은 MIT의 호환 시분할 시스템(CTSS)로 알려진 것이었으며, 이는 1961년 증명된 최초판이다. 코바토는 대형 컴퓨터 시스템의 파일을 안전하게 접근하기 위해 비밀번호를 처음 이용한 것으로 인정을 받고 있으나, 현재 그는 이러한 초기의 보안 방식은 빠르게 퍼져나가 관리할 수 없는 정도가 되었다고 말하고 있다.
CTSS를 개발한 경험은 부차적인 프로젝트인 멀틱스로 이어졌으며 이 운영 체제는 제너럴 일렉트릭이 하이엔드 컴퓨터 시스템(나중에 하니웰이 인수)에 채용되었다. 멀틱스는 현대의 운영 체제에 쓰이는 수많은 개념을 앞서 채용하고 있는데 여기에는 계층적 파일 시스템, 링 지향 보안, 접근 제어 목록(ACL), 단일 레벨 기억, 동적 연결, 신뢰할 수 있는 서비스에 대한 확장 온라인 재구성을 포함한다. 특히 멀틱스는 그 자체가 상업적으로 성공하지는 못했으나 켄 톰프슨이 유닉스를 개발하는데 영감을 주었다. 유닉스 또한 다른 수많은 차기 운영 체제의 설계의 직접적인 모범이 되었다.

## 수상
코바토는 범용의 대형 시분할, 자원 공유 컴퓨터 시스템의 개념을 구축하고 개발을 이끈 선구적인 공로로 1990년에 튜링상을 받았다.
2012년 그는 시분할 및 멀틱스 운영 체제에 대한 선구적인 공로로 컴퓨터 역사 박물관의 펠로우가 되었다.

## 같이 보기
- 비호환 시분할 시스템